# Jordi de Sant Jordi
Jordi de Sant Jordi (ˈdʒɔɾði ðe ˈsaɲ ˈdʒɔɾði; auch Iordi, Georgius de Valentia, Mossèn Jordi; * um 1398; † um 1424) ist einer der bedeutendsten Lyriker der älteren katalanischen Literatur.

## Leben und Werk
Jordi de Sant Jordi wurde im Königreich Valencia geboren, einem Teil des Aragonesischen Reiches, und war ein Zeitgenosse von Ausiàs March. Er wurde Kammerherr am Hof König Alfons des Großmütigen und wurde von diesem mit verschiedenen diplomatischen Missionen betraut. Er stand unter dem Schutz der Königinwitwe Margarete von Prades.
Unter Führung König Alfons’ zog er 1420 als Ritter mit der katalanischen Expedition nach Sardinien und Korsika, nahm an der Belagerung von Bonifacio und am Einzug des Königs in Neapel teil und hielt sich 1422/23 im Königreich Neapel auf. Dort wurde Jordi am 30. Mai 1423 von Francesco Sforza gefangen genommen. In der Gefangenschaft schrieb er sein Gedicht Presoner („Gefangen“). Er starb bald nach seiner Freilassung um 1424.
Seine Dichtung ist vor allem sprachlich von der provenzialischen Trobadorenlyrik des 12. und 13. Jahrhunderts (Peire Vidal, Folquet de Marselha und besonders Arnaut Daniel) sowie von Petrarca beeinflusst und kreist hauptsächlich um das Thema der Liebe. So ist seine Ovid-Adaption Passio Amoris secundum Ovidium mit Versatzstücken aus der Trobadorendichtung durchsetzt. Er steht damit zwischen Mittelalter und Frührenaissance. Auch seine Stramps („Blankverse“) befassen sich mit Liebesthemen. In der 171 Verse umfassenden Prosa-Schrift Los enuigs listet Jordi Dinge auf, die ihn geärgert hatten. Lo canviador beschreibt das Geschäftsgebaren eines Geldwechslers. Möglicherweise wurde Joan Roís de Corella von ihm beeinflusst. 
Jordi stand in Verbindung mit Iñigo López de Mendoza, der ihm die Krönungsode Coronacion de Mosén Jordi („Die Krönung von Herrn Jordi“) widmete.